# Death Race 2
Death Race 2 (br Corrida Mortal 2) é um filme teuto-sul-africano-norte-americano de 2010 dirigido por Roel Reiné, escrito por Tony Giglio e Paul W.S. Anderson e estrelado por Luke Goss, Ving Rhames, Tanit Phoenix, Danny Trejo e Sean Bean.
O filme é uma prequela do antecessor, que explora as origens do "Frankenstein" primeiro motorista notável da corrida, Carl "Luke" Lucas (Luke Goss), que aparentemente, morreu em uma corrida no início do primeiro filme, desde o início da vida de Lucas como um ladrão de bancos até o desfecho de sua história, na sequência Death Race 3: Inferno.

## Enredo
Em 2012, o motorista Carl "Luke" Lucas (Luke Goss) é preso depois de um assalto para o chefão do crime Markus Kane (Sean Bean) que dá errado. Como seus cúmplices estão roubando o banco, dois policiais casualmente entram no edifício. Lucas diz a seus cúmplices para abortar o roubo, mas eles se recusam, resultando na morte de um dos três cúmplices. Lucas atira e mata um dos policiais e despejos fora dos seus cúmplices, a fim de cumprir os desejos de Markus. Ao fazê-lo, Lucas é finalmente capturado pela polícia após uma perseguição em alta velocidade e condenado a cumprir pena na Terminal Island.
Terminal Island é uma prisão sob o controle da corporação Weyland, que hospeda o Death Match, um concurso de televisão pay-per-view, onde dois presos perigosos são escolhidos e então forçado a lutar até a morte ou submissão. Os prisioneiros têm acesso a armas ou itens de defesa para usar durante a luta. Lucas encontra os homens que acabaram por se tornar sua equipe no pit Death Race: Lists (Frederick Koehler), que o irrita por analisa-lo, Goldberg (Danny Trejo) e Rocco (Joe Vaz) . A apresentadora do Death Match é September Jones (Lauren Cohan), uma ex-Miss Universo, que perdeu a coroa devido a acusações de ter um transado com todos os jurados. Ela agora trabalha para a Corporação Weyland para criar lucro com os assinantes de Death Match.
Lucas é abordado mais tarde nos chuveiros por September, que propõe que ele lute. Em retaliação, September escolhe Lists para lutar em uma Death Match com o presidiário Big Bill . Lucas o confronta enquanto Lists corre pela sua vida durante o evento, Luke pediu para deixá-lo lutar no lugar de Lists. Ele é acompanhado por Katrina Banks(Tanit Phoenix), foi nessa luta que ele a conheceu e logo se apaixonou.
Markus coloca uma recompensa de US $ 1 milhão pela cabeça de Lucas e convence alguns dos prisioneiros para matá-lo. Enquanto isso, September aparece com um plano para aumentar os seus lucros através da conversão do Death Match em um "Death Race", onde os competidores terão de correr ao longo de dias para ganhar cada jogo. A pessoa que consegue vencer cinco corridas será libertado da prisão. Luke junta-se a corrida, durante o qual outros prisioneiros tentam matá-lo para ganhar a recompensa.Luke ganha a primeira corrida, mas na segunda corrida um acidente com o carro faz todos acreditarem que ele está morto. Na realidade, ele sobrevive com extensa cicatriz no rosto e corpo. September, em seguida, o convence a voltar para uma nova raça como o mascarado "Frankenstein".

## Elenco

### Corredores
- Luke Goss - Carl "Luke" Lucas/Frankestein
- Robin Shou - 14K
- Deobia Oparei - Big Bill
- Hennie Bosman - Xander Grady
- Sean Higgs - Hill Billy.
- Warrick Grier - Calin.
- Chase Armitage - Apache.
- Michael Solomon - The Sheik.
- Traian Milenov - Scarface.

### Outros
- Tanit Phoenix - Katrina Banks
- Lauren Cohan - September Jones.
- Fred Koehler - Lists
- Ving Rhames - Weyland
- Danny Trejo - Goldberg
- Sean Bean - Markus Kane (Referência ao personagem de mesmo nome do game "Twisted Metal (jogo)Twisted Metal")
- Patrick Lyster - Medford Parks
- Joe Vaz - Rocco
- Danny Keogh - Dr. Klein

## Lançamento
O filme foi lançado direto para DVD em 18 de janeiro de 2011.

## Recepção
No site agregador de críticas Rotten Tomatoes, 17% das 6 resenhas dos críticos são positivas.

## Sequência
Uma sequência foi lançada direto para DVD em 2013, sob a direção de Paul W.S. Anderson, marcando assim o final da franquia, intitulado de Corrida Mortal 3 - Inferno